# Kabosy

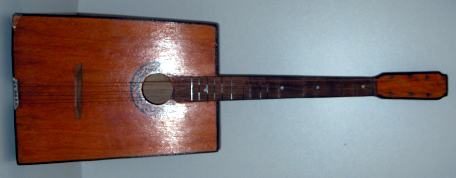
Kabosy.

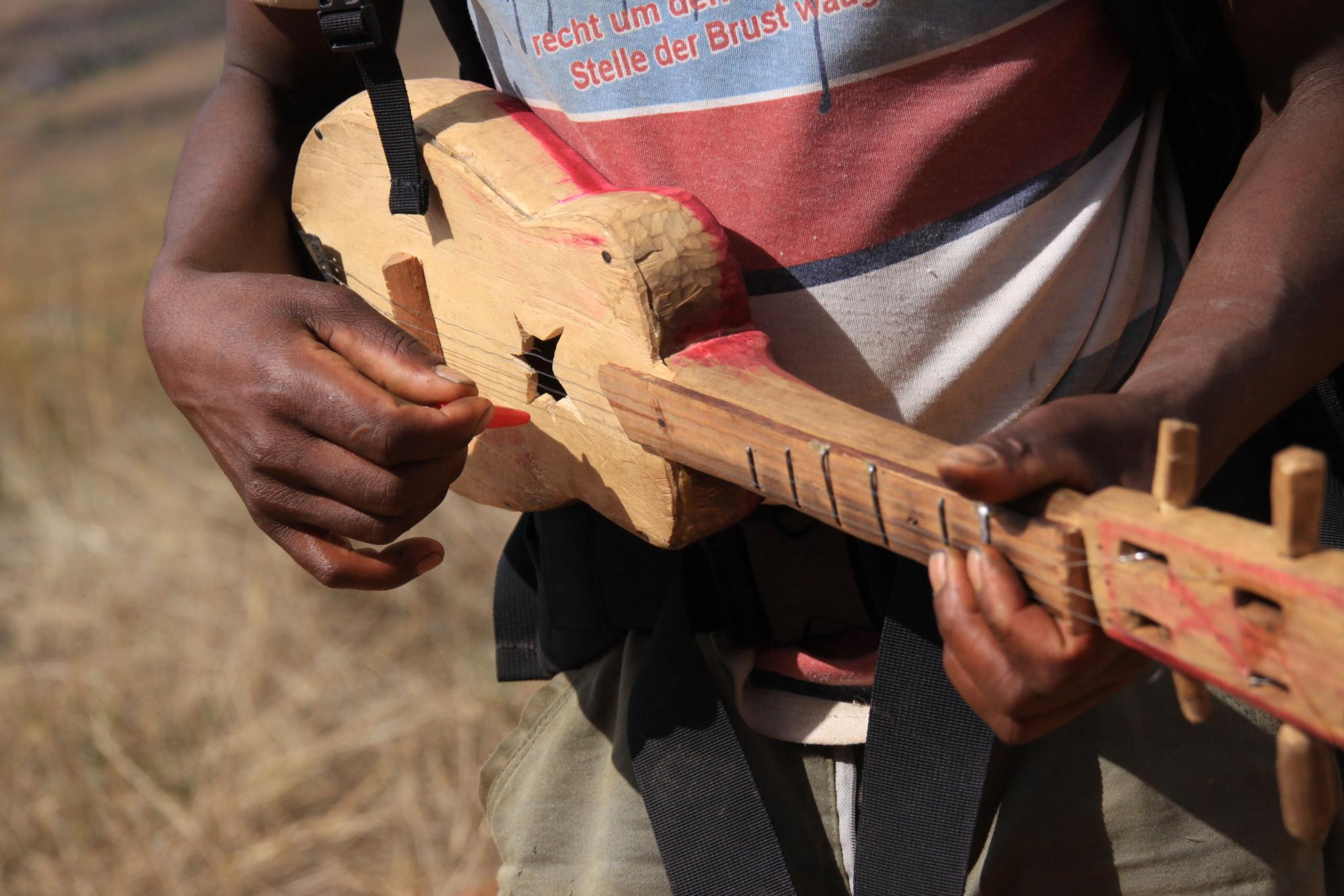
Una guitarra con forma de Kabosy.

El kabosy es un tipo de guitarra de madera con forma cuadrada, comúnmente usada en la música de Madagascar. Tiene entre cuatro a seis cuerdas y se cree comúnmente, ser un descendiente directo del Laúd árabe. El kabosy ha escalonado trastes, muchos de los cuales ni siquiera cruzan todo el diapasón y generalmente está en sintonía con un acorde abierto.
Un instrumento kabosy como con trastes estándar, se conoce como una mandolina o mandolín.
Las Kabosys, están frecuentemente hechos a mano, con materiales descartables y su forma varía mucho, dependiendo de la constructora y materiales disponibles. Las Kabosys puede ir encordadas con cuerdas de nylon, con cuerdas de caña de pesca; (cuyo de uso es más frecuente) o acero (a menudo a partir de alambre de chatarra o cable).